# Autoridad Macroprudencial Consejo de Estabilidad Financiera
La Autoridad Macroprudencial Consejo de Estabilidad Financiera (AMCESFI) es la autoridad macroprudencial española encargada de identificar, prevenir y mitigar el desarrollo del riesgo sistémico y procurar una contribución sostenible del sistema financiero al crecimiento económico.
La AMCESFI tiene como funciones la identificación, la prevención y la mitigación de aquellas circunstancias o acciones que pudieran originar un riesgo sistémico en el sector financiero. En este sentido, la AMCESFI lleva a cabo un seguimiento y análisis de factores que puedan causar un riesgo sistémico, entendiéndose este como aquel que pueda generar una perturbación en los mercados de servicios financieros con impacto potencial negativo sobre la economía real. A la luz de los resultados de estos trabajos, la AMCESFI podrá emitir opiniones, alertas y recomendaciones.
La autoridad macroprudencial tiene la obligación anual de rendir cuentas a la sociedad mediante la publicación de un informe que recoja y analice las principales fuentes de riesgo sistémico identificadas, así como las opiniones, las alertas y las recomendaciones emitidas, con la excepción de aquellas que el Consejo decida no publicar. Asimismo, tras la publicación del informe anual, la presidenta de la AMCESFI tiene el deber de comparecer ante la Comisión de Asuntos Económicos del Congreso de los Diputados con el fin de informar al poder legislativo.

## Origen
La Autoridad Macroprudencial tiene su origen en la crisis económica de 2008, pues las herramientas tradicionales de política económica y de supervisión financiera a disposición de las autoridades mostraron sus limitaciones a la hora de prevenir y mitigar parte de estos riesgos.
A su vez, en el ámbito de la Unión Europea y a petición de la Comisión Europea, se publicó el 25 de febrero de 2009 el denominado Informe De Larosière que estaba orientado a reforzar los mecanismos europeos de supervisión y recomendaba la creación de un órgano europeo encargado de supervisar los riesgos en el conjunto del sistema financiero. Como consecuencia de esta recomendación, se creó la Junta Europea de Riesgo Sistémico (JERS), con el objetivo de controlar y evaluar el riesgo sistémico, y contribuir a garantizar la estabilidad financiera y a mitigar los impactos negativos de la inestabilidad financiera sobre la economía real.
En abril de 2009, se fundó en Suiza el Consejo de Estabilidad Financiera que reúne a las principales autoridades nacionales e internacionales responsables de la regulación financiera, pero no era propiamente una autoridad macroprudencial. En España, desde 2006 existía el Comité de Estabilidad Financiera (CESFI) formado por las principales autoridades económicas del país.
La JERS emitió el 22 de diciembre de 2011 una recomendación sobre el mandato macroprudencial de las autoridades nacionales en la que instaba a los Estados miembros de la Unión Europea a designar una autoridad responsable de la supervisión macroprudencial. Además de la recomendación de la JERS, distintas normas posteriores tanto a nivel nacional como de la Unión Europea, recogieron la necesidad de adoptar medidas macroprudenciales de carácter estatal. Por su parte, el Fondo Monetario Internacional, en el Programa de Evaluación del Sector Financiero para España de 2017, recomendó establecer un Consejo de Riesgo Sistémico para la coordinación entre agencias, sobre los factores y supervisión relacionados con el riesgo sistémico, y las políticas para el conjunto del sistema en el sector financiero.
En 2015, el Gobierno aprobó el Real Decreto 84/2015, de 13 de febrero, por el que se desarrolla la Ley 10/2014, de 26 de junio, de ordenación, supervisión y solvencia de entidades de crédito, cuya disposición transitoria primera otorgó al Banco de España el carácter de autoridad nacional en asuntos macroprudenciales hasta que se crease dicha autoridad.
Finalmente, a mediados de 2018 el nuevo Gobierno decidió dar cumplimiento a la recomendación de la JERS de 2011 transformando el Consejo de Estabilidad Financiera en una autoridad macroprudencial con competencias reforzadas. Ese impulso comenzó con la aprobación de un Real Decreto-ley en diciembre de 2018 que dotaba a los principales organismos nacionales de control financiero de una serie de herramientas macroprudenciales y que ya preveía la creación de dicha autoridad.
En marzo de 2019, el Consejo de Ministros aprobó un Real Decreto que creaba la Autoridad Macroprudencial de Estabilidad Financiera. Se reunió por primera vez el 1 de abril de ese año.

## Funcionamiento
La AMCESFI trabaja en el ámbito de la prevención; para ello, los órganos de la autoridad identifican aquellos factores que puedan suponer un riesgo sistémico para el sector y los mercados financieros, priorizando los más probables y estableciendo la periodicidad con la que deben ser analizados. Además, puede crear sus propios indicadores de control teniendo en cuenta las opiniones, avisos y recomendaciones emitidas por las instituciones europeas competentes, y especialmente los de la Junta Europea de Riesgo Sistémico.
De los estudios preventivos la autoridad macroprudencial puede emitir dictámenes en forma de opiniones, alertas y recomendaciones.

### Opiniones
Las opiniones son emitidas cuando alguno de los otros tres organismos con competencia en el control macroprudencial —el Banco de España, la CNMV y la Dirección General de Seguros y Fondos de Pensiones— comunican a la autoridad macroprudencial su voluntad de adoptar una decisión sobre la aplicación de alguna de las herramientas macroprudenciales previstas en la legislación aplicable. Estas opiniones pueden incluir recomendaciones.

### Alertas
De los resultados obtenidos tras el control de los factores macroprudenciales la autoridad puede alertar mediante comunicaciones dirigidas al conjunto del sistema financiero, a una autoridad financiera en particular o a un grupo o subgrupo de participantes en el sector financiero sobre aquellas actividades o elementos que puedan constituir un factor de riesgo sistémico. En el caso de las alertas dirigidas a entidades supervisadas, será a este a quien se deba alertar.

### Recomendaciones
Las recomendaciones son el único instrumento vinculante para quien la reciba, siendo los destinatarios de estas el Banco de España, la CNMV y la Dirección General de Seguros y Fondos de Pensiones. Junto con la recomendación la AMCESFI pondrá un plazo para responder, en el cual el destinatario deberá comunicar qué medidas ha llevado a cabo para cumplir con la recomendación o los motivos por los que no ha cumplido con ella.
Si la AMCESFI considera que la recomendación no ha sido seguida o que la falta de actuación no ha sido adecuadamente justificada, informará a los destinatarios y les otorgará un plazo adicional para dar cumplimiento a la recomendación o, en su caso, justificar adecuadamente la falta de adopción de medidas. En el caso de que no se dé cumplimiento a la recomendación en el plazo adicional o no se facilite una justificación adecuada, se publicará este hecho.
Tanto las opiniones como las alertas y las recomendaciones así como las respuestas a estas deben ser públicas salvo que el Consejo dictamine que la publicación pueda conllevar efectos perjudiciales para la estabilidad financiera. La decisión de no publicación deberá ser aprobada por mayoría simple del Consejo.

## Organización
La Autoridad macroprudencial se organiza mediante un Consejo, un Comité Técnico y subcomités.

### Consejo
El Consejo es el principal órgano de la autoridad y quien ejerce las funciones de esta. Está encabezado por el ministro de Economía, que lo preside, y por el gobernador del Banco de España, que asume la vicepresidencia. El resto de miembros son:
- El presidente de la CNMV.
- El subgobernador del Banco de España.
- El vicepresidente de la CNMV.
- El secretario de Estado de Economía y Apoyo a la Empresa.
- El director general de Seguros y Fondos de Pensiones.

El Consejo puede acordar la asistencia a sus sesiones, en calidad de expertos con voz pero sin voto, de personal del Ministerio de Economía, Comercio y Empresa, el Banco de España, la CNMV y de otras instituciones públicas relacionadas con la estabilidad financiera, como el FROB, el Fondo de Garantía de Depósitos de Entidades de Crédito, la Comisión Nacional de los Mercados y la Competencia y la Autoridad Independiente de Responsabilidad Fiscal, así como de representantes de instituciones europeas e internacionales.

### Comité Técnico
El Comité Técnico de Estabilidad Financiera es un órgano de apoyo al Consejo encargado de la preparación y estudio de los asuntos que serán sometidos al Consejo. En este sentido, el comité técnico revisa la situación en términos de estabilidad financiera y eleva al Consejo informes pertinentes; eleva al Consejo propuestas de adopción de opiniones, alertas y recomendaciones, realiza un seguimiento de las discusiones sobre política macroprudencial en los foros internacionales, incluidas las medidas adoptadas en otras jurisdicciones con implicaciones para España y todas aquellas funciones que le encomiende el Consejo.
El Comité Técnico está compuesto por:
- El subgobernador del Banco de España, que lo presidirá.
- El secretario general del Tesoro y Financiación Internacional, que asumirá la Vicepresidencia.
- El vicepresidente de la CNMV.
- El director general del Tesoro y Política Financiera.
- El director general de Seguros y Fondos de Pensiones.
- El director general de Estabilidad Financiera, Regulación y Resolución del Banco de España.
- El director general de Supervisión del Banco de España.
- El director general de Política Estratégica y Asuntos Internacionales de la CNMV
- El director general de Mercados o el director general de Entidades de la CNMV, en función de los temas a tratar.

El Comité Técnico puede acordar la asistencia a sus sesiones, con voz pero sin voto, de otros miembros de las entidades y administraciones que forman parte del mismo, así como de otras entidades relacionadas con la estabilidad financiera.

### Subcomités
Los subcomités son constituidos mediante acuerdo del Consejo, por iniciativa propia o a propuesta del Comité Técnico. Estos subcomités pueden ser temporales o permanentes y rendirán cuentas de su actividad al Comité Técnico con la periodicidad que este establezca.